# Gran Premio motociclistico di Spagna 2015
Il Gran Premio motociclistico di Spagna 2015 è stato la quarta prova del motomondiale del 2015.
I vincitori delle gare nelle tre classi in competizione sono stati: Jorge Lorenzo in MotoGP, Jonas Folger in Moto2 e Danny Kent in Moto3.

## MotoGP
Jorge Lorenzo vince la gara della classe MotoGP, il pilota spagnolo del team Movistar Yamaha, dopo essersi aggiudicato la pole position, vince la sua prima gara in questa stagione, trentaquattresima vittoria della sua carriera in MotoGP, cinquantacinquesima totale nel motomondiale. Giunge secondo, ad oltre cinque secondi dal vincitore, Marc Márquez, nonostante fosse reduce da un intervento chirurgico al dito mignolo della mano sinistra, che si era infortunato in una caduta durante una sessione di allenamento con moto da dirt track. Terzo posto per Valentino Rossi, con il pilota italiano che giunge in questo modo al suo personale duecentesimo podio in carriera nel contesto del motomondiale.
Al termine di questa gara, la classifica di campionato vede Rossi confermarsi capo-classifica con 82 punti totali, Andrea Dovizioso (nonostante la nona posizione in questa gara) mantiene la seconda posizione con 67 punti, mentre si porta al terzo posto Lorenzo con 62 punti, con Márquez quarto a 56.

### Arrivati al traguardo
| Pos. | Nº | Pilota           | Squadra                     | Motocicletta       | Giri | Tempo     | Griglia | Punti |
| ---- | -- | ---------------- | --------------------------- | ------------------ | ---- | --------- | ------- | ----- |
| 1º   | 99 | Jorge Lorenzo    | Movistar Yamaha             | Yamaha YZR-M1      | 27   | 44'57.246 | 1º      | 25    |
| 2º   | 93 | Marc Márquez     | Repsol Honda                | Honda RC213V       | 27   | +5.576    | 2º      | 20    |
| 3º   | 46 | Valentino Rossi  | Movistar Yamaha             | Yamaha YZR-M1      | 27   | +11.586   | 5º      | 16    |
| 4º   | 35 | Cal Crutchlow    | CWM LCR Honda               | Honda RC213V       | 27   | +22.727   | 7º      | 13    |
| 5º   | 44 | Pol Espargaró    | Monster Yamaha Tech 3       | Yamaha YZR-M1      | 27   | +26.620   | 4º      | 11    |
| 6º   | 29 | Andrea Iannone   | Ducati Team                 | Ducati Desmosedici | 27   | +27.021   | 3º      | 10    |
| 7º   | 41 | Aleix Espargaró  | Suzuki Ecstar               | Suzuki GSX-RR      | 27   | +35.445   | 6º      | 9     |
| 8º   | 38 | Bradley Smith    | Monster Yamaha Tech 3       | Yamaha YZR-M1      | 27   | +36.296   | 10º     | 8     |
| 9º   | 4  | Andrea Dovizioso | Ducati Team                 | Ducati Desmosedici | 27   | +41.933   | 8º      | 7     |
| 10º  | 68 | Yonny Hernández  | Pramac Racing               | Ducati Desmosedici | 27   | +51.072   | 9º      | 6     |
| 11º  | 25 | Maverick Viñales | Suzuki Ecstar               | Suzuki GSX-RR      | 27   | +51.674   | 14º     | 5     |
| 12º  | 9  | Danilo Petrucci  | Pramac Racing               | Ducati Desmosedici | 27   | +52.421   | 11º     | 4     |
| 13º  | 45 | Scott Redding    | EG 0,0 Marc VDS             | Honda RC213V       | 27   | +53.052   | 12º     | 3     |
| 14º  | 8  | Héctor Barberá   | Avintia Racing              | Ducati Desmosedici | 27   | +53.200   | 13º     | 2     |
| 15º  | 19 | Álvaro Bautista  | Aprilia Racing Team Gresini | Aprilia RS-GP      | 27   | +57.344   | 15º     | 1     |
| 16º  | 6  | Stefan Bradl     | Athinà Forward Racing       | Yamaha Forward     | 27   | +59.018   | 19º     |       |
| 17º  | 69 | Nicky Hayden     | Aspar Team                  | Honda RC213V-RS    | 27   | +1'01.506 | 18º     |       |
| 18º  | 50 | Eugene Laverty   | Aspar Team                  | Honda RC213V-RS    | 27   | +1'03.163 | 17º     |       |
| 19º  | 33 | Marco Melandri   | Aprilia Racing Team Gresini | Aprilia RS-GP      | 27   | +1'06.895 | 25º     |       |
| 20º  | 43 | Jack Miller      | CWM LCR Honda               | Honda RC213V-RS    | 27   | +1'14.182 | 22º     |       |
| 21º  | 15 | Alex De Angelis  | Octo IodaRacing             | ART                | 27   | +1'26.832 | 24º     |       |
| 22º  | 63 | Mike Di Meglio   | Avintia Racing              | Ducati Desmosedici | 26   | +1 giro   | 23º     |       |

### Ritirati
| Nº | Pilota         | Squadra               | Motocicletta    | Giri | Griglia |
| -- | -------------- | --------------------- | --------------- | ---- | ------- |
| 7  | Hiroshi Aoyama | Repsol Honda          | Honda RC213V    | 14   | 16º     |
| 76 | Loris Baz      | Athinà Forward Racing | Yamaha Forward  | 8    | 21º     |
| 17 | Karel Abraham  | AB Motoracing         | Honda RC213V-RS | 3    | 20º     |

## Moto2
Il pilota tedesco Jonas Folger con la Kalex Moto2 del AGR Team si aggiudica la gara di questa classe, ottenendo, dopo la vittoria conseguita al GP del Qatar, la sua seconda affermazione in questa stagione. Secondo si classifica Johann Zarco, con Esteve Rabat al terzo posto.
La graduatoria mondiale vede Zarco ancora leader con 73 punti, con Folger secondo a 57 e Álex Rins terzo con 49 punti.

### Arrivati al traguardo
| Pos. | Nº | Pilota              | Squadra                        | Motocicletta       | Giri | Tempo     | Griglia | Punti |
| ---- | -- | ------------------- | ------------------------------ | ------------------ | ---- | --------- | ------- | ----- |
| 1º   | 94 | Jonas Folger        | AGR Team                       | Kalex Moto2        | 26   | 45'01.873 | 3º      | 25    |
| 2º   | 5  | Johann Zarco        | Ajo Motorsport                 | Kalex Moto2        | 26   | +1.931    | 9º      | 20    |
| 3º   | 1  | Esteve Rabat        | EG 0,0 Marc VDS                | Kalex Moto2        | 26   | +2.222    | 1º      | 16    |
| 4º   | 12 | Thomas Lüthi        | Derendinger Racing Interwetten | Kalex Moto2        | 26   | +6.833    | 4º      | 13    |
| 5º   | 19 | Xavier Siméon       | Federal Oil Gresini            | Kalex Moto2        | 26   | +11.086   | 11º     | 11    |
| 6º   | 21 | Franco Morbidelli   | Italtrans Racing               | Kalex Moto2        | 26   | +12.479   | 15º     | 10    |
| 7º   | 39 | Luis Salom          | Paginas Amarillas HP 40        | Kalex Moto2        | 26   | +12.965   | 20º     | 9     |
| 8º   | 3  | Simone Corsi        | Athinà Forward Racing          | Kalex Moto2        | 26   | +14.434   | 12º     | 8     |
| 9º   | 73 | Álex Márquez        | EG 0,0 Marc VDS                | Kalex Moto2        | 26   | +18.073   | 17º     | 7     |
| 10º  | 23 | Marcel Schrötter    | Tech 3                         | Tech 3 Mistral 610 | 26   | +21.958   | 14º     | 6     |
| 11º  | 60 | Julián Simón        | QMMF Racing                    | Speed Up SF15      | 26   | +22.126   | 10º     | 5     |
| 12º  | 55 | Hafizh Syahrin      | Petronas Raceline Malaysia     | Kalex Moto2        | 26   | +25.339   | 21º     | 4     |
| 13º  | 7  | Lorenzo Baldassarri | Athinà Forward Racing          | Kalex Moto2        | 26   | +26.779   | 13º     | 3     |
| 14º  | 4  | Randy Krummenacher  | JIR Racing                     | Kalex Moto2        | 26   | +27.946   | 19º     | 2     |
| 15º  | 95 | Anthony West        | QMMF Racing                    | Speed Up SF15      | 26   | +30.873   | 24º     | 1     |
| 16º  | 77 | Dominique Aegerter  | Technomag Racing Interwetten   | Kalex Moto2        | 26   | +34.026   | 16º     |       |
| 17º  | 30 | Takaaki Nakagami    | Idemitsu Honda Team Asia       | Kalex Moto2        | 26   | +34.105   | 5º      |       |
| 18º  | 40 | Álex Rins           | Paginas Amarillas HP 40        | Kalex Moto2        | 26   | +35.568   | 2º      |       |
| 19º  | 57 | Edgar Pons          | Paginas Amarillas HP 40        | Kalex Moto2        | 26   | +37.590   | 23º     |       |
| 20º  | 22 | Sam Lowes           | Speed Up Racing                | Speed Up SF15      | 26   | +41.011   | 6º      |       |
| 21º  | 25 | Azlan Shah          | Idemitsu Honda Team Asia       | Kalex Moto2        | 26   | +46.619   | 25º     |       |
| 22º  | 10 | Thitipong Warokorn  | APH PTT The Pizza SAG          | Kalex Moto2        | 26   | +47.743   | 27º     |       |
| 23º  | 70 | Robin Mulhauser     | Technomag Racing Interwetten   | Kalex Moto2        | 26   | +59.851   | 28º     |       |
| 24º  | 66 | Florian Alt         | Octo Iodaracing                | Suter MMX2         | 26   | +1'11.461 | 29º     |       |
| 25º  | 2  | Jesko Raffin        | sports-millions-EMWE-SAG       | Kalex Moto2        | 26   | +1'11.513 | 30º     |       |
| 26º  | 51 | Zaqhwan Zaidi       | JPMoto Malaysia                | Suter MMX2         | 26   | +1'25.703 | 31º     |       |

### Ritirati
| Nº | Pilota         | Squadra            | Motocicletta       | Giri | Griglia |
| -- | -------------- | ------------------ | ------------------ | ---- | ------- |
| 36 | Mika Kallio    | Italtrans Racing   | Kalex Moto2        | 22   | 18º     |
| 11 | Sandro Cortese | Dynavolt Intact GP | Kalex Moto2        | 14   | 7º      |
| 88 | Ricard Cardús  | Tech 3             | Tech 3 Mistral 610 | 12   | 22º     |
| 49 | Axel Pons      | AGR Team           | Kalex Moto2        | 5    | 8º      |

### Non partito
| Nº | Pilota      | Squadra      | Motocicletta       | Griglia |
| -- | ----------- | ------------ | ------------------ | ------- |
| 96 | Louis Rossi | Tasca Racing | Tech 3 Mistral 610 | 26º     |

## Moto3
Terza vittoria consecutiva in quattro gare corse in questa stagione per Danny Kent con la Honda NSF250R del team Leopard Racing, che dopo aver vinto gli ultimi due GP (delle Americhe e d'Argentina), si ripete anche in questa occasione, portando a cinque le vittorie totali della sua carriera nel motomondiale. Giungono al secondo posto i due piloti del team Red Bull KTM Ajo, con Miguel Oliveira secondo e Brad Binder al terzo posto, entrambi alla guida di KTM RC 250 GP. Prima pole position della sua carriera nel motomondiale per Fabio Quartararo, che però in gara giunge al quarto posto.
Con i 25 punti derivanti dalla prima posizione, Kent si conferma leader della classifica mondiale, portandosi a 91 punti totali, seguito da Efrén Vázquez (quinto posto in questa gara per il pilota spagnolo, compagno di squadra di Kent) con 60 punti, con Quartararo terzo con 52.
Dal punto di vista statistico, era dal 1977 che un pilota di nazionalità britannica non vinceva tre gare di fila nel motomondiale, da quando Barry Sheene vinse in classe 500 consecutivamente i GP: di Germania, delle Nazioni e di Francia.

### Arrivati al traguardo
| Pos. | Nº | Pilota              | Squadra                    | Motocicletta        | Giri | Tempo     | Griglia | Punti |
| ---- | -- | ------------------- | -------------------------- | ------------------- | ---- | --------- | ------- | ----- |
| 1º   | 52 | Danny Kent          | Leopard Racing             | Honda NSF250R       | 23   | 41'19.552 | 2º      | 25    |
| 2º   | 44 | Miguel Oliveira     | Red Bull KTM Ajo           | KTM RC 250 GP       | 23   | +0.097    | 3º      | 20    |
| 3º   | 41 | Brad Binder         | Red Bull KTM Ajo           | KTM RC 250 GP       | 23   | +0.296    | 4º      | 16    |
| 4º   | 20 | Fabio Quartararo    | Estrella Galicia 0,0       | Honda NSF250R       | 23   | +0.882    | 1º      | 13    |
| 5º   | 7  | Efrén Vázquez       | Leopard Racing             | Honda NSF250R       | 23   | +2.906    | 17º     | 11    |
| 6º   | 5  | Romano Fenati       | SKY Racing Team VR46       | KTM RC 250 GP       | 23   | +11.035   | 8º      | 10    |
| 7º   | 21 | Francesco Bagnaia   | Mapfre Team Mahindra       | Mahindra MGP3O      | 23   | +11.126   | 16º     | 9     |
| 8º   | 9  | Jorge Navarro       | Estrella Galicia 0,0       | Honda NSF250R       | 23   | +11.761   | 10º     | 8     |
| 9º   | 33 | Enea Bastianini     | Gresini Racing             | Honda NSF250R       | 23   | +15.861   | 7º      | 7     |
| 10º  | 17 | John McPhee         | Saxoprint RTG              | Honda NSF250R       | 23   | +15.964   | 25º     | 6     |
| 11º  | 32 | Isaac Viñales       | Husqvarna Factory Laglisse | Husqvarna FR 250 GP | 23   | +16.015   | 13º     | 5     |
| 12º  | 95 | Jules Danilo        | Ongetta-Rivacold           | Honda NSF250R       | 23   | +16.047   | 21º     | 4     |
| 13º  | 11 | Livio Loi           | RW Racing GP               | Honda NSF250R       | 23   | +18.800   | 22º     | 3     |
| 14º  | 88 | Jorge Martín        | Mapfre Team Mahindra       | Mahindra MGP3O      | 23   | +24.592   | 15º     | 2     |
| 15º  | 10 | Alexis Masbou       | Saxoprint RTG              | Honda NSF250R       | 23   | +24.703   | 11º     | 1     |
| 16º  | 55 | Andrea Locatelli    | Gresini Racing             | Honda NSF250R       | 23   | +25.985   | 23º     |       |
| 17º  | 31 | Niklas Ajo          | RBA Racing                 | KTM RC 250 GP       | 23   | +35.795   | 19º     |       |
| 18º  | 12 | Matteo Ferrari      | San Carlo Team Italia      | Mahindra MGP3O      | 23   | +35.948   | 20º     |       |
| 19º  | 29 | Stefano Manzi       | San Carlo Team Italia      | Mahindra MGP3O      | 23   | +36.363   | 33º     |       |
| 20º  | 58 | Juanfran Guevara    | Mapfre Team Mahindra       | Mahindra MGP3O      | 23   | +36.498   | 18º     |       |
| 21º  | 16 | Andrea Migno        | SKY Racing Team VR46       | KTM RC 250 GP       | 23   | +36.532   | 27º     |       |
| 22º  | 98 | Karel Hanika        | Red Bull KTM Ajo           | KTM RC 250 GP       | 23   | +37.021   | 6º      |       |
| 23º  | 24 | Tatsuki Suzuki      | CIP                        | Mahindra MGP3O      | 23   | +37.175   | 29º     |       |
| 24º  | 40 | Darryn Binder       | Outox Reset Drink          | Mahindra MGP3O      | 23   | +37.318   | 28º     |       |
| 25º  | 2  | Remy Gardner        | CIP                        | Mahindra MGP3O      | 23   | +40.942   | 26º     |       |
| 26º  | 63 | Zulfahmi Khairuddin | Drive M7 SIC               | KTM RC 250 GP       | 23   | +53.592   | 30º     |       |
| 27ª  | 22 | Ana Carrasco        | RBA Racing                 | KTM RC 250 GP       | 23   | +1'09.547 | 34ª     |       |

### Ritirati
| Nº | Pilota             | Squadra                    | Motocicletta        | Giri | Griglia |
| -- | ------------------ | -------------------------- | ------------------- | ---- | ------- |
| 65 | Philipp Öttl       | Schedl GP Racing           | KTM RC 250 GP       | 18   | 5º      |
| 84 | Jakub Kornfeil     | Drive M7 SIC               | KTM RC 250 GP       | 15   | 12º     |
| 76 | Hiroki Ono         | Leopard Racing             | Honda NSF250R       | 15   | 14º     |
| 19 | Alessandro Tonucci | Outox Reset Drink          | Mahindra MGP3O      | 12   | 31º     |
| 23 | Niccolò Antonelli  | Ongetta-Rivacold           | Honda NSF250R       | 11   | 9º      |
| 91 | Gabriel Rodrigo    | RBA Racing                 | KTM RC 250 GP       | 3    | 32º     |
| 6  | María Herrera      | Husqvarna Factory Laglisse | Husqvarna FR 250 GP | 2    | 24ª     |